# Gezamenlijke commissie voor presidentiële inauguraties

Logo van de Gezamenlijke commissie voor presidentiële inauguraties in 2009

De Gezamenlijke commissie voor presidentiële inauguraties is een speciale commissie van het Congres dat elke vier jaar wordt gevormd om de presidentiële inauguratie voor te bereiden.

## Leden
De commissie wordt voorgezeten door een lid van de partij die de meerderheid heeft in het Amerikaans Congres. De voorzitter van het Huis van Afgevaardigden is typisch een van de leden.

## Inauguratie Obama/Biden 2009
De Commissie voor de inauguratie van 2009 werd gevormd om de inauguraties van Barack Obama en Joe Biden op 20 januari 2009 voor te bereiden. De voorzitter was democraat Dianne Feinstein.
| Lid                        |
| -------------------------- |
| Senator Dianne Feinstein   |
| Senator Harry Reid         |
| Senator Bob Bennet         |
| Afgevaardigde Nancy Pelosi |
| Afgevaardigde Steny Hoyer  |
| Afgevaardigde John Boehner |

## Inauguratie Obama/Biden 2013
De Commissie voor de inauguratie van 2013 werd gevormd om de inauguraties van Obama en Biden op 21 januari 2013 voor te bereiden. voor te bereiden. De voorzitter zal de democraat Charles Schumer zijn.
|                                       | Meerderheid                                                  | Minderheid                                   |
| ------------------------------------- | ------------------------------------------------------------ | -------------------------------------------- |
| Leden van de Senaat                   | - Charles Schumer, New York, voorzitter - Harry Reid, Nevada | - Lamar Alexander, Tennessee, Ranking Member |
| Leden van het Huis van Afgevaardigden | - John Boehner, Ohio - Eric Cantor, Virginia                 | - Nancy Pelosi, Californië                   |

## Inauguratie Trump/Pence 2017
De Commissie voor de inauguratie van 2017 werd gevormd om de inauguraties van Donald Trump en Mike Pence op 21 januari 2017 voor te bereiden.
|                                       | Meerderheid                                                    | Minderheid                                  |
| ------------------------------------- | -------------------------------------------------------------- | ------------------------------------------- |
| Leden van de Senaat                   | - Roy Blunt, Missouri, voorzitter - Mitch McConnell , Kentucky | - Charles Schumer, New York, Ranking Member |
| Leden van het Huis van Afgevaardigden | - Paul Ryan, Wisconsin - Kevin McCarthy, Californië            | - Nancy Pelosi, Californië                  |

## Inauguratie Biden/Harris 2021
|                                       | Meerderheid                                                   | Minderheid                                   |
| ------------------------------------- | ------------------------------------------------------------- | -------------------------------------------- |
| Leden van de Senaat                   | - Roy Blunt, Missouri, Voorzitter - Mitch McConnell, Kentucky | - Amy Klobuchar, Minnesota , Vice-Voorzitter |
| Leden van het Huis van Afgevaardigden | - Nancy Pelosi, Californië - Steny Hoyer, Maryland            | - Kevin McCarthy, California                 |

## Inauguratie Trump/Vance 2025
|                                       | Meerderheid                                                      | Minderheid                  |
| ------------------------------------- | ---------------------------------------------------------------- | --------------------------- |
| Leden van de Senaat                   | - Amy Klobuchar, Minnesota, Voorzitter - Chuck Schumer, New York | - Deb Fischer, Nebraska     |
| Leden van het Huis van Afgevaardigden | - Mike Johnson, Louisiana - Steve Scalise, Louisiana             | - Hakeem Jeffries, New York |